# Johann Reuchlin
Johann Reuchlin (29. ledna 1455, Pforzheim – 30. června 1522, Stuttgart) byl německý právník, humanista a mystik. Byl prvním německým hebraistou, který jakožto nežid studoval hebrejštinu a Tanach.
Studoval novopythagoreismus a kabbalu, byl ovlivněn Piconem. Šířil liberální náboženské názory.

## Dílo (výběr)
- De verbo mirifico (1494) – mysticko-kabbalistické dílo
- De arte predicanti (1503) – snaha o reformu kazatelství
- De rudimentis hebraicis (1506) – učebnice hebrejštiny[4][5]
- De arte cabbalistica (1517) – mysticko-kabbalistické dílo